# Nudo mixteco : Trois Destins de femmes
Pour plus de détails, voir Fiche technique et Distribution.
Nudo mixteco : Trois destins de femmes est un film dramatique mexicain réalisé par Ángeles Cruz et sorti en 2021.

## Fiche technique
- Titre original : Nudo mixteco
- Réalisation : Ángeles Cruz
- Scénario : Ángeles Cruz
- Musique : Rubén Luengas
- Décors : Basia Pineda
- Costumes : Mariana Miranda
- Photographie : Carlos Correa
- Montage : Miguel Salgado
- Production : Lucía Carreras et Lola Ovando
  - Coproduction : Víctor Velásquez, Jack Zagha Kababie et Yossy Zagha
- Sociétés de production : Madrecine et Avanti Pictures
- Société de distribution : Bobine Films
- Pays de production :  Mexique
- Langue originale : espagnol et mixteco
- Format : couleur — 2,35:1
- Genre : drame
- Durée : 92 minutes
- Dates de sortie :
  - États-Unis : 9 mars 2021 (Miami)
  - France : 28 novembre 2021 (Paris) ; 8 décembre 2021 (en salles)

## Acteurs principaux
- Sonia Couoh: María
- Myriam Bravo: Toña
- Noé Hernández : Esteban
- Aida López : Chabela
- Eileen Yáñez : Piedad
- Jorge Doal : José Luis